# Es Monges dera Sagrada Família
Es Monges dera Sagrada Família és un monument del municipi de Les (Vall d'Aran) inclòs en l'Inventari del Patrimoni Arquitectònic de Catalunya.

## Descripció
Casal format per dos edificis de secció rectangular, formant una "L" entre la plaça i la Carrèra, el d'aquesta banda no té tanta alçada. La façana principal, orientada a septentrió i paral·lela a la "capièra", presenta obertures en les dues plantes, amb dues portes d'accés, elevades del nivell de terra. En "l'humarau" compareixen llucanes, xemeneies i finestres inclinades. La coberta d'encavallades de fusta suporta un llosat de pissarra, de dos vessants, que clou una estructura graonada de "penaus" en el "carís"; al capdamunt emergeix l'antic cloquer coronat per una creu. Les obertures de color marró contrasten amb els paraments arrebossats i pintats de groc. Altrament les façanes conserven parcialment la decoració original a partir de sòcols, motllures horitzontals entre les plantes i pilastres amb capitells que suporten una cornisa graonada. En general destaca el treball de la fusta, retallada i tornejada, i en particular sobresurt el de les fulles de les portes, presidides per sengles franges de vidres.

## Història
Segons reporta S. Temprado la fundació en Les del col·legi de la sagrada Família de les germanes de Santa Emília de Rodat fou motivada per la supressió dels ordes religiosos a França decretada pel ministre Émile Combes (1903), i comptà amb el mecenatge de cònsol d'Espanya a Tolosa de Llenguadoc, Lorenzo Rolland. S'hi posa a primera l'11 de setembre de 1906, l'any següent les monges prengueren possessió del convent, essent consagrada l'església l'any 1915. Les germanes exercien l'ensenyament i tingueren col·legis femenins amb internat a Bossòst, Aubèrt i Vielha, fins que s'obrí el col·legi de Joan March a Vielha (1970). Finalment, l'empresa Montlús S.A (1987) permutà aquestes instal·lacions amb l'Ajuntament de Les.